# Cash Money Records
Cash Money Records, Inc. is een Amerikaans platenmaatschappij, opgericht door rapper Birdman en Ronald "Slim" Williams. Het is een onderdeel van Universal Music Group en wordt gedistribueerd door Republic Records en de Universal Music Group.

## Huidige artiesten
- Ace Hood
- Austin Mahone
- Birdman
- Blueface
- Caskey
- Chanel West Coast
- Chris Richardson
- Christina Milian
- Cory Gunz
- Glasses Malone
- Drake
- Gudda Gudda
- Jacquees
- Jae Millz
- Juvenile
- Kevin Rudolf
- Lil Twist
- Lil Wayne
- Limp Bizkit
- Mack Maine
- Mavado

- Nicki Minaj
- PJ Morton
- Paris Hilton
- Rich Gang
- Tyga
- Sarah Lenore
- Savvy
- Shanell
- Soulja Boy
- Torion
- T.Rone
- Vado
- Veronica V
- Young Money
- Young Thug

Producers-aan-huis
- The Avengerz
- Bangladesh
- D Roc
- The Beat Bully
- Cool & Dre
- Detail
- DJ Nasty & LVM

- London on da Track
- Mr. Beatz
- The Olympicks
- RedOne
- The Renegades
- Sap
- Superearz (Production Team)

## Voormalige artiesten
- 2 Pistols
- All Star Cashville Prince
- Busta Rhymes
- B.G.
- Big Tymers
- Boo & Gotti
- Cash Money Millionaires
- Curren$y
- Choppa
- Christina Millian
- Conor Mahone
- Chanel West Coast
- DJ Khaled
- Dunk Ryders

- Freeway
- Hot Boys
- Jay Sean
- Keke Wyatt
- Kevin Gates
- Lil Mo
- Lil Chuckee
- Mystikal
- Mack 10
- Mack Maine
- Magnolia Shorty
- Mannie Fresh
- Odell

- Omarion
- Papa Reu
- Shyne
- Teena Marie
- TQ
- Rich The Ink
- Turk
- U.N.L.V.
- Young Buck
- Young Rich
- Yummy Bingham

## Discografie
Compilatiealbum
- Rich Gang (met Young Money) (2013)